# كأس ديفيز 1971
كأس ديفيز 1971 هو الموسم 60 من  كأس ديفيز. فاز فيه منتخب الولايات المتحدة لكأس ديفيز.